# جوزاوية
الجوزاوية (الاسم العلمي:Juglandeae) هي قبيلة من النباتات تتبع الفصيلة الجوزية من رتبة الزانيات.

## تحت قبائل الجوزاوية
- الجوزينة
  - الجوز